# Happening
L'happening è una forma d'arte contemporanea che nasce a opera di Allan Kaprow (18 Happenings in 6 Parts, New York, 1959) e si focalizza non tanto sull'oggetto ma sull'evento che si riesce ad organizzare: «L' "happening" è una forma di teatro in cui diversi elementi alogici, compresa l'azione scenica priva di matrice, sono montati deliberatamente insieme e organizzati in una struttura a compartimenti».
Kaprow descrisse, nel catalogo, il dispositivo messo a punto per i vari happening. Gli happening si sarebbero svolti in tre spazi differenti caratterizzati ognuno da un'atmosfera e da un tipo di illuminazione diverse: bianca e blu nel primo, bianca e rossa nel secondo, blu nel terzo.
Oltre ai collage e agli oggetti erano previste delle sedie in numero variabile da 75 a 100. Gli invitati ricevevano cartellini numerati e dovevano cambiare sedia, come indicato dalle regole stabilite nel programma. Potevano dunque assistere agli eventi proposti che si sarebbero svolti una sola volta, per una durata totale di un'ora e mezzo: proiezione di diapositive, ascolto di musica improvvisata, una donna nuda che sprofonda in un divano, un'altra che spreme arance, un gruppo di artisti che dipingono tele appese a tramezzi, altri che fanno girare cartelli e recitano testi o suonano uno strumento.
Tutti questi eventi incarnano valori antitetici a quelli caratterizzanti l'universo delle “belle arti”, eventi che in particolare promuovono l'effimero, il mutevole, il riavvicinamento tra arte e vita. Gli artisti che si occupano dell'organizzazione degli happening tendono a svincolare il pubblico dal ruolo di fruitore passivo.
L'happening avviene generalmente in luogo pubblico, all'aperto come fosse un gesto di irruzione nella quotidianità. Hanno conquistato fama gli happening di Spencer Tunick che coinvolgono una massa di persone nude. Importanti sviluppi di questa linea di ricerca (sia poetica sia politica) sono il situazionismo e il fenomeno degli indiani metropolitani.

## Artisti
- Marina Abramović
- Abel Azcona
- Joseph Beuys
- Genco Gulan
- Allan Kaprow
- Lubo Kristek
- Charlotte Moorman
- Nam June Paik
- Gian Carlo Riccardi
- Wolf Vostell
- Emmett Williams
- Maurizio Cattelan